# Suécia nos Jogos Olímpicos de Inverno de 2006
A Suécia mandou 112 competidores para os Jogos Olímpicos de Inverno de 2006, em Turim, na Itália. A delegação conquistou 14 medalhas no total, sendo sete de ouro, duas de prata e cinco de bronze.
O esquiador Björn Lind foi o atleta sueco com mais medalhas de ouro, duas no total, e a esquiadora Anja Pärson foi a que conquistou mais medalhas no total, três, sendo uma de ouro e duas de bronze. A Suécia se destacou também no hóquei no gelo, onde conquistou a medalha de ouro no masculino e a medalha de prata no feminino.

## Medalhas
| Daniel Alfredsson P. J. Axelsson Christian Bäckman Peter Forsberg Mika Hannula Niclas Hävelid Tomas Holmström Jörgen Jönsson Kenny Jönsson Niklas Kronwall Nicklas Lidström Stefan Liv | Henrik Lundqvist Fredrik Modin Mattias Öhlund Samuel Påhlsson Mikael Samuelsson Daniel Sedin Henrik Sedin Mats Sundin Ronnie Sundin Mikael Tellqvist Daniel Tjärnqvist Henrik Zetterberg |

| Cecilia Andersson Gunilla Andersson Jenni Asserholt Ann-Louise Edstrand Joa Elfsberg Emma Eliasson Erika Holst Nanna Jansson Jenny Lindqvist Kristina Lundberg | Kim Martin Frida Nevalainen Emilie O'Konor Maria Rooth Danijela Rundqvist Therese Sjölander Katarina Timglas Anna Vikman Pernilla Winberg |

### 

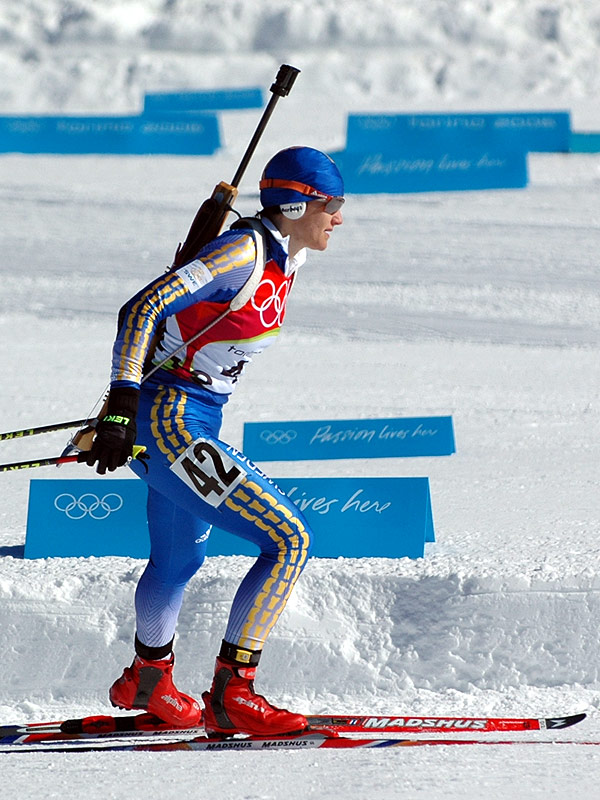
Anna Carin Olofsson

## Desempenho

### Biatlo
| Atleta                                                         | Evento                     | Final     | Final | Final            |
| Atleta                                                         | Evento                     | Tempo     | Pen.  | Pos.             |
| -------------------------------------------------------------- | -------------------------- | --------- | ----- | ---------------- |
| Carl Johan Bergman                                             | Velocidade masculino       | 29:21.5   | 0     | 54               |
| Carl Johan Bergman                                             | Perseguição masculino      | DNS       | DNS   | DNS              |
| Carl Johan Bergman                                             | Largada coletiva masculina | 50:54.4   | 4     | 29               |
| Carl Johan Bergman                                             | Individual masculino       | 57:30.9   | 3     | 23               |
| David Ekholm                                                   | Velocidade masculino       | 28:33.2   | 2     | 38               |
| David Ekholm                                                   | Perseguição masculino      | 39:43.86  | 5     | 38               |
| David Ekholm                                                   | Individual masculino       | 59:18.2   | 2     | 35               |
| Björn Ferry                                                    | Velocidade masculino       | 27:31.1   | 2     | 13               |
| Björn Ferry                                                    | Perseguição masculino      | 38:25.52  | 6     | 25               |
| Björn Ferry                                                    | Largada coletiva masculina | 48:56.4   | 2     | 18               |
| Björn Ferry                                                    | Individual masculino       | 58:49.0   | 4     | 28               |
| Mattias Nilsson                                                | Velocidade masculino       | 27:18.5   | 0     | 7                |
| Mattias Nilsson                                                | Perseguição masculino      | 37:47.45  | 3     | 20               |
| Mattias Nilsson                                                | Largada coletiva masculina | 48:37.7   | 1     | 14               |
| Mattias Nilsson                                                | Individual masculino       | 1:00:01.1 | 5     | 44               |
| Anna Carin Olofsson                                            | Velocidade feminino        | 522:33.8  | 1     | Medalha de prata |
| Anna Carin Olofsson                                            | Perseguição feminino       | 40:06.19  | 8     | 14               |
| Anna Carin Olofsson                                            | Largada coletiva feminina  | 40:36.5   | 1     | Medalha de ouro  |
| Anna Carin Olofsson                                            | Individual feminino        | 52:55.8   | 5     | 15               |
| Jakob Börjesson Björn Ferry Mattias Nilsson Carl Johan Bergman | Revezamento masculino      | 1:22:35.1 | 12    | 4                |

### Curling
| Equipe                                                                | Evento    | Preliminar                | Preliminar | Semifinal         | Final             | Pos.            |
| Equipe                                                                | Evento    | Adversário Placar         | Pos.       | Adversário Placar | Adversário Placar | Pos.            |
| --------------------------------------------------------------------- | --------- | ------------------------- | ---------- | ----------------- | ----------------- | --------------- |
| Anette Norberg Eva Lund Cathrine Lindahl Anna Svärd Ulrika Bergman    | Feminino  | CAN Canadá V 7-5          | 1          | NOR Noruega V 5-4 | SUI Suíça V 7-6   | Medalha de ouro |
| Anette Norberg Eva Lund Cathrine Lindahl Anna Svärd Ulrika Bergman    | Feminino  | NOR Noruega D 3-10        | 1          | NOR Noruega V 5-4 | SUI Suíça V 7-6   | Medalha de ouro |
| Anette Norberg Eva Lund Cathrine Lindahl Anna Svärd Ulrika Bergman    | Feminino  | GBR Grã-Bretanha V 8-6    | 1          | NOR Noruega V 5-4 | SUI Suíça V 7-6   | Medalha de ouro |
| Anette Norberg Eva Lund Cathrine Lindahl Anna Svärd Ulrika Bergman    | Feminino  | ITA Itália V 8-4          | 1          | NOR Noruega V 5-4 | SUI Suíça V 7-6   | Medalha de ouro |
| Anette Norberg Eva Lund Cathrine Lindahl Anna Svärd Ulrika Bergman    | Feminino  | USA Estados Unidos V 5-4  | 1          | NOR Noruega V 5-4 | SUI Suíça V 7-6   | Medalha de ouro |
| Anette Norberg Eva Lund Cathrine Lindahl Anna Svärd Ulrika Bergman    | Feminino  | SUI Suíça V 9-7           | 1          | NOR Noruega V 5-4 | SUI Suíça V 7-6   | Medalha de ouro |
| Anette Norberg Eva Lund Cathrine Lindahl Anna Svärd Ulrika Bergman    | Feminino  | DEN Dinamarca V 10-5      | 1          | NOR Noruega V 5-4 | SUI Suíça V 7-6   | Medalha de ouro |
| Anette Norberg Eva Lund Cathrine Lindahl Anna Svärd Ulrika Bergman    | Feminino  | JPN Japão V 8-7           | 1          | NOR Noruega V 5-4 | SUI Suíça V 7-6   | Medalha de ouro |
| Anette Norberg Eva Lund Cathrine Lindahl Anna Svärd Ulrika Bergman    | Feminino  | RUS Rússia D 4-6          | 1          | NOR Noruega V 5-4 | SUI Suíça V 7-6   | Medalha de ouro |
| Peja Lindholm Tomas Nordin Magnus Swartling Peter Narup Anders Kraupp | Masculino | NZL Nova Zelândia V 6-3   | 8          | Não avançou       | Não avançou       | Não avançou     |
| Peja Lindholm Tomas Nordin Magnus Swartling Peter Narup Anders Kraupp | Masculino | ITA Itália V 7-5          | 8          | Não avançou       | Não avançou       | Não avançou     |
| Peja Lindholm Tomas Nordin Magnus Swartling Peter Narup Anders Kraupp | Masculino | CAN Canadá V 8-7          | 8          | Não avançou       | Não avançou       | Não avançou     |
| Peja Lindholm Tomas Nordin Magnus Swartling Peter Narup Anders Kraupp | Masculino | NOR Noruega D 4-9         | 8          | Não avançou       | Não avançou       | Não avançou     |
| Peja Lindholm Tomas Nordin Magnus Swartling Peter Narup Anders Kraupp | Masculino | USA Estados Unidos D 6-10 | 8          | Não avançou       | Não avançou       | Não avançou     |
| Peja Lindholm Tomas Nordin Magnus Swartling Peter Narup Anders Kraupp | Masculino | FIN Finlândia D 4-11      | 8          | Não avançou       | Não avançou       | Não avançou     |
| Peja Lindholm Tomas Nordin Magnus Swartling Peter Narup Anders Kraupp | Masculino | GBR Grã-Bretanha D 2-8    | 8          | Não avançou       | Não avançou       | Não avançou     |
| Peja Lindholm Tomas Nordin Magnus Swartling Peter Narup Anders Kraupp | Masculino | GER Alemanha D 5-7        | 8          | Não avançou       | Não avançou       | Não avançou     |
| Peja Lindholm Tomas Nordin Magnus Swartling Peter Narup Anders Kraupp | Masculino | SUI Suíça D 3-8           | 8          | Não avançou       | Não avançou       | Não avançou     |

### Esqui alpino
| Atletas                 | Evento                   | Final      | Final      | Final      | Final   | Final             |
| Atletas                 | Evento                   | 1ª Corrida | 2ª Corrida | 3ª Corrida | Total   | Pos.              |
| ----------------------- | ------------------------ | ---------- | ---------- | ---------- | ------- | ----------------- |
| Nike Bent               | Downhill feminino        |            |            |            | 1:59.17 | 22                |
| Nike Bent               | Super-G feminino         |            |            |            | 1:34.41 | 21                |
| Nike Bent               | Combinado feminino       | 40.66      | 45.83      | 1:30.13    | 2:56.62 | 14                |
| Therese Borssén         | Slalom feminino          | 43.21      | 47.87      |            | 1:31.08 | 8                 |
| Johan Brolenius         | Slalom masculino         | 54.37      | 50.44      |            | 1:44.81 | 8                 |
| Johan Brolenius         | Combinado masculino      | 1:43.56    | 45.20      | 44.51      | 3:13.27 | 18                |
| Martin Hansson          | Slalom masculino         | 54.50      | 50.74      |            | 1:45.24 | 10                |
| Janette Hargin          | Downhill feminino        |            |            |            | 1:58.53 | 17                |
| Janette Hargin          | Super-G feminino         |            |            |            | 1:34.48 | 22                |
| Janette Hargin          | Combinado feminino       | 40.06      | 44.78      | 1:31.29    | 2:56.13 | 12                |
| Patrik Järbyn           | Downhill masculino       |            |            |            | 1:52.87 | 33                |
| Patrik Järbyn           | Super-G masculino        |            |            |            | 1:32.21 | 24                |
| Markus Larsson          | Slalom masculino         | DNF        | DNF        | DNF        | DNF     | DNF               |
| Markus Larsson          | Combinado masculino      | 1:41.22    | 46.38      | 44.74      | 3:12.34 | 11                |
| Jessica Lindell-Vikarby | Downhill feminino        |            |            |            | 1:58.56 | 18                |
| Jessica Lindell-Vikarby | Super-G feminino         |            |            |            | 1:34.78 | 24                |
| Jessica Lindell-Vikarby | Slalom gigante feminino  | 1:02.12    | 1:11.24    |            | 2:13.36 | 18                |
| Jessica Lindell-Vikarby | Combinado feminino       | 40.04      | 44.96      | 1:30.19    | 2:55.19 | 8                 |
| André Myhrer            | Slalom masculino         | 53.95      | 50.23      |            | 1:44.18 | 4                 |
| Fredrik Nyberg          | Slalom gigante masculino | 1:16.83    | 1:19.22    |            | 2:36.05 | 5                 |
| Anna Ottosson           | Slalom gigante feminino  | 1:02.04    | 1:08.29    |            | 2:10.33 | Medalha de bronze |
| Anna Ottosson           | Slalom feminino          | 44.09      | 47.99      |            | 1:32.08 | 18                |
| Anja Pärson             | Downhill feminino        |            |            |            | 1:57.13 | Medalha de bronze |
| Anja Pärson             | Super-G feminino         |            |            |            | 1:33.88 | 12                |
| Anja Pärson             | Slalom gigante feminino  | 1:01.07    | 1:09.89    |            | 2:10.96 | 6                 |
| Anja Pärson             | Slalom feminino          | 42.38      | 46.66      |            | 1:29.04 | Medalha de ouro   |
| Anja Pärson             | Combinado feminino       | 38.75      | 43.31      | 1:29.57    | 2:51.63 | Medalha de bronze |
| Maria Pietilä-Holmner   | Slalom gigante feminino  | 1:02.00    | 1:09.69    |            | 2:11.69 | 10                |
| Maria Pietilä-Holmner   | Slalom feminino          | 44.16      | 48.31      |            | 1:32.47 | 21                |

### Esqui cross-country
| Atleta                                                         | Evento                           | Preliminares | Preliminares | Quartas | Quartas | Semifinal   | Semifinal   | Final       | Final             |
| Atleta                                                         | Evento                           | Total        | Pos.         | Total   | Pos.    | Total       | Pos.        | Total       | Pos.              |
| -------------------------------------------------------------- | -------------------------------- | ------------ | ------------ | ------- | ------- | ----------- | ----------- | ----------- | ----------------- |
| Lina Andersson                                                 | Clássico feminino                |              |              |         |         |             |             | 30:25.53    | 33                |
| Lina Andersson                                                 | Largada coletiva feminina        |              |              |         |         |             |             | DNF         | DNF               |
| Lina Andersson                                                 | Velocidade individual feminino   | 2:13.29      | 3 Q          | 2:16.0  | 3       | Não avançou | Não avançou | Não avançou | 11                |
| Jörgen Brink                                                   | Perseguição combinada masculina  |              |              |         |         |             |             | 1:19:35.3   | 30                |
| Jörgen Brink                                                   | Largada coletiva masculina       |              |              |         |         |             |             | 2:11:19.2   | 51                |
| Anna Dahlberg                                                  | Velocidade individual feminino   | 2:15.91      | 12 Q         | 2:14.3  | 1 Q     | 2:18.9      | 5           | Não avançou | 10                |
| Elin Ek                                                        | Clássico feminino                |              |              |         |         |             |             | 29:40.9     | 23                |
| Elin Ek                                                        | Perseguição combinada feminina   |              |              |         |         |             |             | 46:02.7     | 31                |
| Mathias Fredriksson                                            | Clássico masculino               |              |              |         |         |             |             | 39:19.1     | 13                |
| Mathias Fredriksson                                            | Perseguição combinada masculina  |              |              |         |         |             |             | 1:17:23.1   | 15                |
| Mathias Fredriksson                                            | Largada coletiva masculina       |              |              |         |         |             |             | 2:06:17.1   | 10                |
| Mathias Fredriksson                                            | Velocidade individual masculino  | 2:18.90      | 19 Q         | 2:23.2  | 2 Q     | 2:25.9      | 1 Q         | 2:27.8      | Medalha de bronze |
| Peter Larsson                                                  | Velocidade individual masculino  | 2:16.62      | 9 Q          | 2:23.3  | 3       | Não avançou | Não avançou | Não avançou | 13                |
| Mats Larsson                                                   | Clássico masculino               |              |              |         |         |             |             | 39:51.7     | 19                |
| Björn Lind                                                     | Velocidade individual masculino  | 2:13.53      | 1 Q          | 2:21.5  | 1 Q     | 2:19.6      | 1 Q         | 2:26.5      | Medalha de ouro   |
| Britta Norgren                                                 | Clássico feminino                |              |              |         |         |             |             | 29:07.1     | 11                |
| Britta Norgren                                                 | Perseguição combinada feminina   |              |              |         |         |             |             | 44:18.0     | 15                |
| Britta Norgren                                                 | Largada coletiva feminina        |              |              |         |         |             |             | 1:28:21.9   | 28                |
| Britta Norgren                                                 | Velocidade individual feminino   | 2:16.43      | 19 Q         | 2:15.0  | 3       | Não avançou | Não avançou | Não avançou | 13                |
| Emelie Öhrstig                                                 | Clássico feminino                |              |              |         |         |             |             | 31:31.6     | 47                |
| Emelie Öhrstig                                                 | Velocidade individual feminino   | 2:16.75      | 21 Q         | 2:19.9  | 5       | Não avançou | Não avançou | Não avançou | 22                |
| Johan Olsson                                                   | Clássico masculino               |              |              |         |         |             |             | 38:38.8     | 6                 |
| Johan Olsson                                                   | Perseguição combinada masculina  |              |              |         |         |             |             | 1:18:47.9   | 23                |
| Johan Olsson                                                   | Largada coletiva masculina       |              |              |         |         |             |             | 2:07:00.9   | 25                |
| Mikael Östberg                                                 | Velocidade individual masculino  | 2:16.24      | 6 Q          | 2:26.7  | 3       | Não avançou | Não avançou | Não avançou | 12                |
| Anders Södergren                                               | Clássico masculino               |              |              |         |         |             |             | 39:17.1     | 10                |
| Anders Södergren                                               | Perseguição combinada masculina  |              |              |         |         |             |             | 1:17:04.3   | 5                 |
| Anders Södergren                                               | Largada coletiva masculina       |              |              |         |         |             |             | 2:06:14.1   | 6                 |
| Anna-Carin Strömstedt                                          | Perseguição combinada feminina   |              |              |         |         |             |             | 47:51.3     | 47                |
| Anna-Carin Strömstedt                                          | Largada coletiva feminina        |              |              |         |         |             |             | 1:28:29.4   | 30                |
| Thobias Fredriksson Björn Lind                                 | Velocidade por equipes masculino |              |              |         |         | 17:34.0     | 1 Q         | 17:02.9     | Medalha de ouro   |
| Lina Andersson Anna Dahlberg                                   | Velocidade por equipes feminino  |              |              |         |         | 17:33.5     | 3 Q         | 16:36.9     | Medalha de ouro   |
| Mats Larsson Johan Olsson Anders Södergren Mathias Fredriksson | Revezamento masculino            |              |              |         |         |             |             | 1:44:01.7   | Medalha de bronze |
| Anna Dahlberg Elin Ek Britta Norgren Anna-Carin Strömstedt     | Revezamento feminino             |              |              |         |         |             |             | 55:00.3     | 4                 |

### Esqui estilo livre
| Atleta           | Evento           | Preliminar | Preliminar | Final       | Final |
| Atleta           | Evento           | Pontos     | Pos.       | Pontos      | Pos.  |
| ---------------- | ---------------- | ---------- | ---------- | ----------- | ----- |
| Jesper Björnlund | Moguls masculino | 23.97      | 8 Q        | 25.21       | 5     |
| Fredrik Fortkord | Moguls masculino | 22.87      | 17 Q       | 20.58       | 19    |
| Sara Kjellin     | Moguls feminino  | 24.85      | 3 Q        | 24.74       | 4     |
| Per Spett        | Moguls masculino | 21.53      | 23         | Não avançou | 23    |

### Hóquei no gelo
| Equipe | Evento    | Fase de grupos           | Fase de grupos | Quartas           | Semifinal                 | Final               | Pos.             |
| Equipe | Evento    | Adversário Placar        | Pos.           | Adversário Placar | Adversário Placar         | Adversário Placar   | Pos.             |
| --- | --------- | ------------------------ | -------------- | ----------------- | ------------------------- | ------------------- | ---------------- |
| Cecilia Andersson Kim Martin Elin Holmlöv Jenni Asserholt Joa Elfsberg Emma Eliasson Gunilla Andersson Ylva Lindberg Frida Nevalainen Maria Rooth Erika Holst Jenny Lindqvist Katarina Timglas Pernilla Winberg Ann-Louise Edstrand Kristina Lundberg Emilie O'Konor Nanna Jansson Therese Sjölander Danijela Rundqvist                                                         | Feminino  | RUS Rússia V 3-1         | 2 (Gr. A)      |                   | USA Estados Unidos V 3-2  | CAN Canadá D 1-4    | Medalha de prata |
| Cecilia Andersson Kim Martin Elin Holmlöv Jenni Asserholt Joa Elfsberg Emma Eliasson Gunilla Andersson Ylva Lindberg Frida Nevalainen Maria Rooth Erika Holst Jenny Lindqvist Katarina Timglas Pernilla Winberg Ann-Louise Edstrand Kristina Lundberg Emilie O'Konor Nanna Jansson Therese Sjölander Danijela Rundqvist                                                         | Feminino  | ITA Itália V 11-0        | 2 (Gr. A)      |                   | USA Estados Unidos V 3-2  | CAN Canadá D 1-4    | Medalha de prata |
| Cecilia Andersson Kim Martin Elin Holmlöv Jenni Asserholt Joa Elfsberg Emma Eliasson Gunilla Andersson Ylva Lindberg Frida Nevalainen Maria Rooth Erika Holst Jenny Lindqvist Katarina Timglas Pernilla Winberg Ann-Louise Edstrand Kristina Lundberg Emilie O'Konor Nanna Jansson Therese Sjölander Danijela Rundqvist                                                         | Feminino  | CAN Canadá D 1-8         | 2 (Gr. A)      |                   | USA Estados Unidos V 3-2  | CAN Canadá D 1-4    | Medalha de prata |
| Stefan Liv Mikael Tellqvist Henrik Lundqvist Mattias Öhlund Kim Johnsson Nicklas Lidström Nicklas Kronwall Christian Bäckman Ronnie Sundin Kenny Jönsson Daniel Alfredsson Daniel Sedin Mats Sundin Markus Näslund Henrik Sedin Peter Forsberg Per-Johan Axelsson Samuel Påhlsson Fredrik Modin Mikael Samuelsson Henrik Zetterberg Mika Hannula Jörgen Jönsson Tomas Holmström | Masculino | KAZ Cazaquistão V 7-2    | 3 (Gr. B)      | SUI Suíça V 6-2   | CZE República Checa V 7-3 | FIN Finlândia V 3-2 | Medalha de ouro  |
| Stefan Liv Mikael Tellqvist Henrik Lundqvist Mattias Öhlund Kim Johnsson Nicklas Lidström Nicklas Kronwall Christian Bäckman Ronnie Sundin Kenny Jönsson Daniel Alfredsson Daniel Sedin Mats Sundin Markus Näslund Henrik Sedin Peter Forsberg Per-Johan Axelsson Samuel Påhlsson Fredrik Modin Mikael Samuelsson Henrik Zetterberg Mika Hannula Jörgen Jönsson Tomas Holmström | Masculino | RUS Rússia D 0-5         | 3 (Gr. B)      | SUI Suíça V 6-2   | CZE República Checa V 7-3 | FIN Finlândia V 3-2 | Medalha de ouro  |
| Stefan Liv Mikael Tellqvist Henrik Lundqvist Mattias Öhlund Kim Johnsson Nicklas Lidström Nicklas Kronwall Christian Bäckman Ronnie Sundin Kenny Jönsson Daniel Alfredsson Daniel Sedin Mats Sundin Markus Näslund Henrik Sedin Peter Forsberg Per-Johan Axelsson Samuel Påhlsson Fredrik Modin Mikael Samuelsson Henrik Zetterberg Mika Hannula Jörgen Jönsson Tomas Holmström | Masculino | LAT Letônia V 6-1        | 3 (Gr. B)      | SUI Suíça V 6-2   | CZE República Checa V 7-3 | FIN Finlândia V 3-2 | Medalha de ouro  |
| Stefan Liv Mikael Tellqvist Henrik Lundqvist Mattias Öhlund Kim Johnsson Nicklas Lidström Nicklas Kronwall Christian Bäckman Ronnie Sundin Kenny Jönsson Daniel Alfredsson Daniel Sedin Mats Sundin Markus Näslund Henrik Sedin Peter Forsberg Per-Johan Axelsson Samuel Påhlsson Fredrik Modin Mikael Samuelsson Henrik Zetterberg Mika Hannula Jörgen Jönsson Tomas Holmström | Masculino | USA Estados Unidos V 2-1 | 3 (Gr. B)      | SUI Suíça V 6-2   | CZE República Checa V 7-3 | FIN Finlândia V 3-2 | Medalha de ouro  |
| Stefan Liv Mikael Tellqvist Henrik Lundqvist Mattias Öhlund Kim Johnsson Nicklas Lidström Nicklas Kronwall Christian Bäckman Ronnie Sundin Kenny Jönsson Daniel Alfredsson Daniel Sedin Mats Sundin Markus Näslund Henrik Sedin Peter Forsberg Per-Johan Axelsson Samuel Påhlsson Fredrik Modin Mikael Samuelsson Henrik Zetterberg Mika Hannula Jörgen Jönsson Tomas Holmström | Masculino | SVK Eslováquia D 0-3     | 3 (Gr. B)      | SUI Suíça V 6-2   | CZE República Checa V 7-3 | FIN Finlândia V 3-2 | Medalha de ouro  |

### Patinação artística
| Atleta               | Evento               | Programa curto | Programa curto | Programa longo | Programa longo | Total  | Total |
| Atleta               | Evento               | Pontos         | Pos.           | Pontos         | Pos.           | Pontos | Pos.  |
| -------------------- | -------------------- | -------------- | -------------- | -------------- | -------------- | ------ | ----- |
| Kristoffer Berntsson | Individual masculino | 59.55          | 23 Q           | 102.40         | 22             | 161.95 | 23    |

### Patinação de velocidade
Individual
| Atleta          | Evento            | 1ª corrida | 1ª corrida | 2ª corrida | 2ª corrida | Final    | Final |
| Atleta          | Evento            | Tempo      | Pos.       | Tempo      | Pos.       | Tempo    | Pos.  |
| --------------- | ----------------- | ---------- | ---------- | ---------- | ---------- | -------- | ----- |
| Johan Röjler    | 1500 m masculino  |            |            |            |            | 1:50.50  | 33    |
| Johan Röjler    | 5000 m masculino  |            |            |            |            | 6:29.24  | 12    |
| Johan Röjler    | 10000 m masculino |            |            |            |            | 13:29.50 | 10    |
| Erik Zachrisson | 500 m masculino   | 35.80      | 19         | 35.81      | 23         | 1:11.61  | 20    |
| Erik Zachrisson | 1000 m masculino  |            |            |            |            | DSQ      | DSQ   |

### Snowboard
Halfpipe
| Atleta          | Evento             | Preliminar | Preliminar | Preliminar | Preliminar | Final       | Final       | Final |
| Atleta          | Evento             | Pontos     | Pos.       | Pontos     | Pos.       | 1ª corrida  | 2ª corrida  | Pos.  |
| --------------- | ------------------ | ---------- | ---------- | ---------- | ---------- | ----------- | ----------- | ----- |
| Stefan Karlsson | Halfpipe masculino | 11.5       | 39         | 8.7        | 34         | Não avançou | Não avançou | 40    |
| Micael Lundmark | Halfpipe masculino | 32.5       | 13         | 27.2       | 21         | Não avançou | Não avançou | 27    |
| Anna Olofsson   | Halfpipe feminino  | 27.4       | 15         | 24.4       | 16         | Não avançou | Não avançou | 22    |
| Mikael Sandy    | Halfpipe masculino | 19.7       | 29         | 14.0       | 30         | Não avançou | Não avançou | 36    |

Slalom gigante paralelo
| Atleta              | Evento                            | Preliminar | Preliminar | Oitavas                      | Quartas          | Semifinal        | Final            | Final |
| Atleta              | Evento                            | Pontos     | Pos.       | Adversário Tempo             | Adversário Tempo | Adversário Tempo | Adversário Tempo | Pos.  |
| ------------------- | --------------------------------- | ---------- | ---------- | ---------------------------- | ---------------- | ---------------- | ---------------- | ----- |
| Daniel Biveson      | Slalom gigante paralelo masculino | 1:12.15    | 16 Q       | SUI Schoch (1) D +0.52       | Não avançou      | Não avançou      | Não avançou      | 16    |
| Filip Fischer       | Slalom gigante paralelo masculino | 1:13.43    | 23         | Não avançou                  | Não avançou      | Não avançou      | Não avançou      | 23    |
| Sara Fischer        | Slalom gigante paralelo feminino  | DNF        | DNF        | DNF                          | DNF              | DNF              | DNF              | 30    |
| Aprilia Hägglöf     | Slalom gigante paralelo feminino  | 1:12.15    | 16 Q       | RUS Tudigescheva (1) D +1.13 | Não avançou      | Não avançou      | Não avançou      | 16    |
| Richard Richardsson | Slalom gigante paralelo masculino | 1:11.46    | 11 Q       | AUT Grabner (6) D +1.44      | Não avançou      | Não avançou      | Não avançou      | 12    |

Snowboard Cross
| Atleta            | Evento                    | Preliminar | Preliminar | Oitavas | Quartas     | Semifinal   | Final                | Final |
| Atleta            | Evento                    | Pontos     | Pos.       | Posição | Posição     | Posição     | Posição              | Pos.  |
| ----------------- | ------------------------- | ---------- | ---------- | ------- | ----------- | ----------- | -------------------- | ----- |
| Mattias Blomberg  | Snowboard cross masculino | 1:22.48    | 24 Q       | 3       | Não avançou | Não avançou | Não avançou          | 28    |
| Maria Danielsson  | Snowboard cross feminino  | 1:30.01    | 5 Q        |         | 2 Q         | 4           | Disputa de 5º-8º 2   | 6     |
| Jonte Grundelius  | Snowboard cross feminino  | 1:21.85    | 14 Q       |         | 4           | Não avançou | Não avançou          | 21    |
| Jonatan Johansson | Snowboard cross masculino | 1:23.38    | 31 Q       | 2       | 3           | Não avançou | Disputa de 9º-12º 24 | 12    |

Legenda
| Recorde mundial      | Recorde mundial (World record)               |                       | Recorde africano                      | Recorde africano (African) |                                           | Q | Classificado por posição (Qualified) |
| Recorde olímpico     | Recorde olímpico (Olympic record)            | Recorde da América    | Recorde da América (Americas)         | q                          | Classificado por melhor tempo (Qualified) |   |                                      |
| Melhor marca do ano  | Melhor marca do ano (World leading)          | Recorde asiático      | Recorde asiático (Asian)              | DNS                        | Não largou (Did not start)                |   |                                      |
| Recorde nacional     | Recorde nacional (National record)           | Recorde europeu       | Recorde europeu (European)            | DNF                        | Não terminou (Did not finish)             |   |                                      |
| Recorde pessoal      | Recorde pessoal do atleta (Personal best)    | Recorde da Oceania    | Recorde da Oceania (Oceania)          | DSQ / DQ                   | Desclassificado (Disqualified)            |   |                                      |
| Recorde da temporada | Recorde da temporada do atleta (Season best) | Recorde sul-americano | Recorde sul-americano (South America) | NM                         | Sem marca (No mark)                       |   |                                      |